# Distrattamente
Distrattamente è il secondo album in studio del cantautore italiano Pierdavide Carone, pubblicato il 23 novembre 2010 dalla Sony Music.

## Descrizione
L'album è stato anticipato dal singolo La prima volta, entrato in rotazione radiofonica e reso disponibile sulle piattaforme digitali il 29 ottobre 2010. Distrattamente ha raggiunto la posizione numero tredici degli album più venduti in Italia.
L'album contiene, oltre a La prima volta, anche il brano Ti vorrei, sigla del talent show Amici 10.
I brani sono stati scritti ed arrangiati da Pierdavide Carone e prodotti da Rudy Zerbi.

## Tracce
CD (Columbia 88697815372 (Sony) / EAN 0886978153722)
Testi e musiche di Pierdavide Carone.
1. (Distrattamente) fan – 3:55
2. Hey Baby – 3:32
3. La prima volta – 3:33
4. Dammela... la mano – 3:48
5. Quello che mi dai – 3:33
6. Un clown che piange – 3:44
7. Auè – 2:37
8. Viole – 4:02
9. Ottobre – 3:15
10. Ti vorrei – 5:12 – Il brano "Ti vorrei" dura 4:00. Dopo 12 secondi di silenzio, al minuto 4:12, inizia una traccia fantasma: si tratta di un finale alternativo della traccia n.9 Ottobre.

Durata totale: 37:11

## Formazione
- Pierdavide Carone - voce, cori, basso, chitarra acustica, chitarra elettrica
- Vito Astone - basso, tastiera
- Domenico Antonacci - percussioni, cori
- Claudio Guidetti - lap steel guitar, celeste, autoharp, clavinet, chitarra elettrica, chitarra a 12 corde, basso, tastiera
- Andrea Rosatelli - basso
- Luca Scarpa - organo Hammond, pianoforte
- Pietro Notarnicola - batteria
- Davide Aru - chitarra, mandolino
- Alfredo Golino - batteria
- Pino Perris - fisarmonica, pianoforte
- Luca Trolli - batteria
- Marco Siniscalco - contrabbasso
- Roberto Gallinelli - basso
- Cristiano Micalizzi - batteria
- Claudio Tievoli - ottavino
- Mario Caporilli - flicorno
- Gaetano Campagnoli - clarino
- Serena Caporale, Anna Rita Dileo, Daniela Fatiguso - cori

## Classifiche
| Classifica (2011) | Posizione massima |
| ----------------- | ----------------- |
| Italia            | 13                |